# Эрдниев, Бадма Эрдниевич
Бадма Эрдниевич Эрдниев (15 декабря 1906, посёлок Калмыцкий Базар, ныне Приволжский (Астраханская область) — 1979, Элиста) — калмыцкий советский драматург, заслуженный деятель искусств Калмыцкой АССР (1959). Стоял у истоков калмыцкой печати.
Трудился на разных ответственных должностях, в том числе партийных. Был начальником управления культуры калмыцкой АССР, директором Калмыцкого драматического театра, директором сельской школы.
Автор ряда пьес «Читайте газеты», «Кто кого», «За Родину», «Белый месяц» (1961), «Дорога счастья» (1934), «Сяяхла» (1941), «На стройке» (1961), «На колхозной ферме» (1973) о жизни и труде современников и ряда одноактных пьес. Его пьесы были поставлены в Москве во время Декады калмыцкой литературы и искусства в 1950-х годах.
Член КПСС с 1927 года.

## Память
В 2017 году в Элисте установлена мемориальная доска Бадме Эрдниеву.